# 立命館大学パンサーズ
立命館大学パンサーズ（りつめいかんだいがくパンサーズ, 英語: RITSUMEIKAN UNIVERSITY PANTHERS）は立命館大学体育会に所属するアメリカンフットボールチームである。1953年創部、関西学生アメリカンフットボール連盟所属。パンサーズの名称は、1987年に当時の提携校である「ピッツバーグ大学パンサーズ（w:en:University of Pittsburgh Panthers）」（NCAA Division I-A・ビッグ・イースト・カンファレンス所属）に倣って名づけられた。チームカラーは、スクールカラーでもあるマルーン。

## 創成期
立命館大学は、1953年に関西で5番目に創部した。関西学生リーグでは、1948年の京都大学以来戦後2番目の創部であった。創部当初は鴨川の河川敷で練習をしていた。また、当時は新入生が毎年5人ほどしか入らず、野球用ユニフォームをエンジ色に塗り替えたり、鴨川にボールが入っては練習を中断するなど現在のような恵まれた状態ではなかった。練習に11人来ることすら珍しかったという。1953年のリーグ戦では現在のライバル校である関西学院大学に0-132という記録的大差で敗れる等、創部以来関西学生リーグでも常に下位をさまよい、1970年、追手門学院大学に敗れ、二部リーグに降格するまで（1970年から入替戦開始）18年間で12回最下位を経験している。
1965年には神山グラウンド（現在は京都産業大学に売却）に練習場を確保し、サッカー部などと共同利用したが、満足のいく練習ができなかった。

## 1970年代の低迷
二部に降格した1970年に京都市北区にグラウンドを移転し、同時にようやく部室が与えられた。1979年には関西学生1部リーグに復帰したが、1982年に岡山大学に敗れ、再び2部降格の屈辱を味わう。1983年に原谷グラウンドに移転し、同年東海大学との定期戦を開始した。このころ、大学を挙げての強化が始まった。

## 関西制覇への道
1984年に平井英嗣がヘッドコーチに就任し、仁ノ岡体制のもと指導者強化が行われた。このころ大学内でもアメフト人気が高まり、1学年で20人を超す部員数になった。1987年にはグレーターズという名称をパンサーズに変更し、関学、京大に勝つチーム作りに着手する。1990年には、ヘルメットのデキャルを「R」マークからクレムゾン大学タイガースのロゴを模した足型を象ったマークに変更した。この年、関西学院大学ファイターズから初勝利をおさめる。1993年には仁ノ岡が総監督に退き、平井が監督に昇格する。春のヨコハマボウルで法政大に勝利するが、秋のシーズンでは関学・京大に僅差で敗れる。

## 初の関西制覇 ・3強時代到来

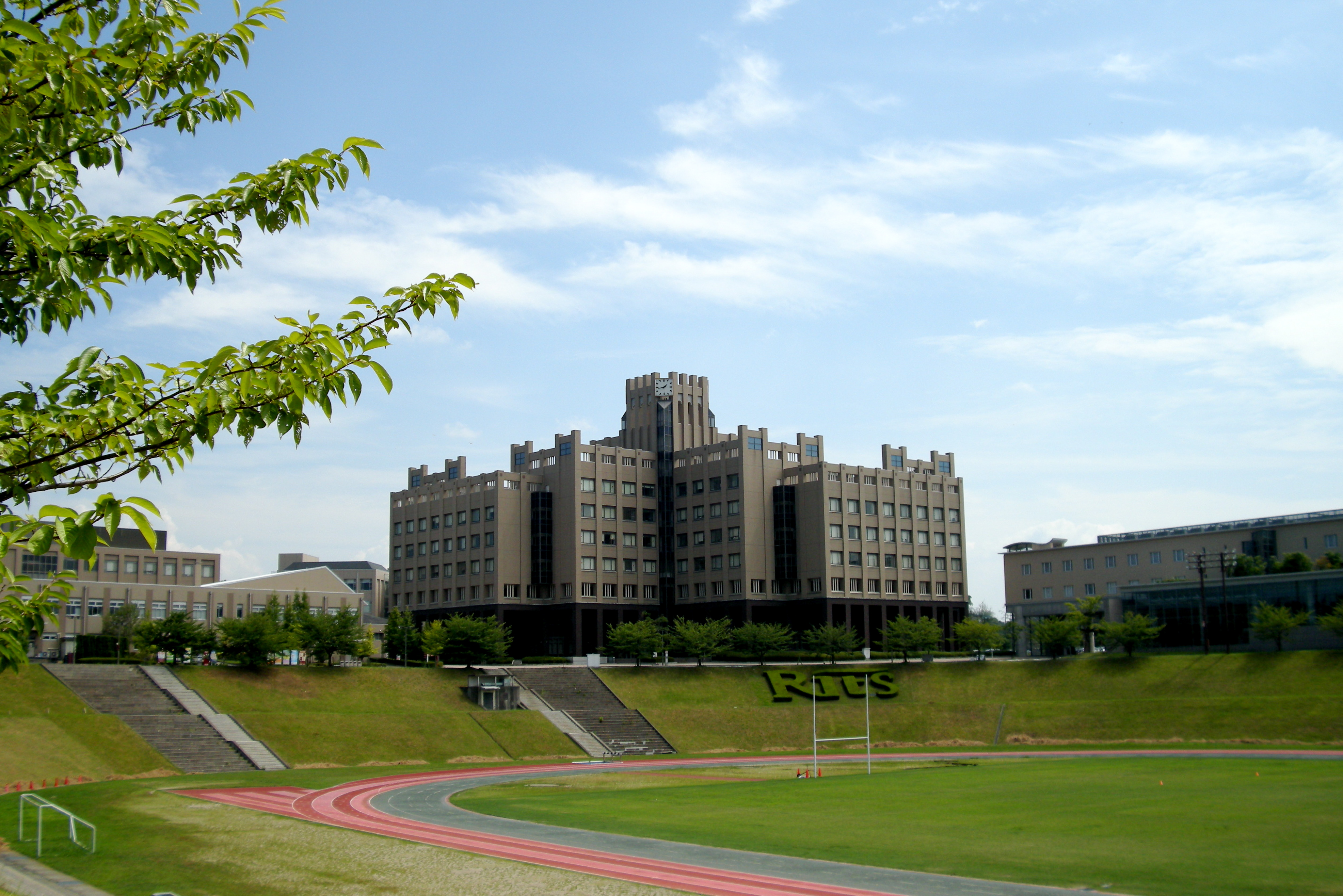
アクロスウイングとクインススタジアム
クインススタジアム地下には、「木瓜原遺跡」が完全保存されている（立命館大学 びわこ・くさつキャンパス）。

1994年練習拠点を立命館大学びわこ・くさつキャンパス（BKC）に移転した。当時、多くの学生は衣笠キャンパスに在籍しておりアクセスは厳しくなるものの、BKCに設けられたクインススタジアム等の設備が抜群であることから移転を決断したと言われている。秋のシーズンでは、2年生QB東野稔やLB河口正史を擁し、京大にはTDこそ奪えなかったものの5本FGを決めて競り勝ち、関学には一度逆転を許すもののQB東野からWR芝原へのロングパスをきっかけにRB中野がTD。逆転勝利を飾る。そして、最終戦の京産大戦に勝利し、7戦全勝で創部41年目で悲願のリーグ初優勝を果たした。初出場となった甲子園ボウルでも法政大学を僅差で破り学生日本一に輝いた。
1995年には、最終節に京都大学と優勝をかけて全勝対決する。立命は残り2分を切ってからの最後のシリーズで、自陣深くから敵陣2ヤードまで侵攻するが、その後ライスボウルを制して日本一に輝き　「鉄のカーテン」と異名をとった京都大学の堅守の前に、TDを挙げられず7-3で敗北する（2位）。この試合は「涙の日生球場」に肖り「涙の2ヤード」としてファンに語り継がれている。
1996年には、京都大学・関西学院大学と6勝1敗で並び3校同時優勝となり、甲子園ボウル出場を賭けたプレーオフに突入する。準決勝の関学戦には勝利したものの、決勝の京大戦には東野の負傷もあり敗れる。この年には併せてユニフォームをマイナーチェンジして、黄色を廃し、マルーンと白のみとした。
1997年には下馬評は高かったものの、関学に敗れ2位に、1998年は全勝で3回目のリーグ制覇を達成し、甲子園ボウルでは法政大学を破り2回目の学生日本一となるが、ライスボウルではリクルートシーガルズ（現オービックシーガルズ）に敗れる。
1990年代中盤の関学・京大・立命の優勝争いは「3強対決」と呼ばれ、実力が接近した3強の戦いはリーグ戦を大いに盛り上げた。

## ショットガン攻撃の導入
1999年のシーズンは、前年の主力であるQB川嵜、LB小西等が残り優勝候補に目せられるが、関学に惨敗して優勝を逃がした（2位）。翌2000年に提携校であるオクラホマ大学に橋詰功コーチが1年間留学し、そのノウハウを基に同年全米一に輝いたオクラホマスタイルのショットガンを導入した。ショットガン攻撃にあわせて1年生QB高田鉄男をスターターに抜擢したが、2000年は京大・関学ともに敗北し3位に、2001年は京大には雪辱したものの関学には6-10で3連敗を喫する（2位）。

## 現在
2002年、平井英嗣が総監督に退き、2001年よりヘッドコーチに就任した古橋由一郎が指揮を執るようになった。QB高田鉄男が率いる立命のショットガン攻撃はシーズン序盤から威力を発揮し、阪急西宮スタジアムでの最終試合となった関西学院大学戦を48-14で圧勝し、4年ぶりの甲子園ボウル出場を掴み取る。甲子園ボウルでは古豪早稲田大学を一蹴して3度目の学生日本一に、そして、ライスボウルではシーガルズを破り初の日本一に輝く。
2003年は、QB高田鉄男、WR木下典明等前年度の主力が多く残り、連覇が有力視されたシーズンだった。第6節まで危なげなく勝ち上がり優勝を決めたが、最終節の関学戦は前半に先制されリードを許す苦しい戦いとなった。後半地力で勝る立命は、4Q終盤に同点に追いつき、最後はK岸野のFGで勝利を決め、2年連続のリーグ全勝優勝を達成した。甲子園ボウルでは法政に圧勝し、ライスボウルでも社会人のオンワードスカイラークス（後のオンワードオークス）を寄せ付けずに快勝、2年連続の日本一に輝いた。ライスボウル連覇は京都大学の2連覇(1985-1986）、日本大学の3連覇(1988-1990）に次ぐ快挙である。
2004年にはリーグ戦で関西学院大学に敗れ自力優勝の可能性がなくなったと思われたが、次節で関学が京都大学ギャングスターズにまさかの惨敗を喫し、立命の自力優勝が復活した。関学、立命ともに最終戦を勝利し、両校優勝となる。そして関学、立命はプレーオフでタイブレイクまで持ち込む死闘を演じ、24-21で立命が勝利し、3年連続の甲子園ボウル出場を決める。甲子園ボウルでは法政大学に前半苦戦するものの、後半地力を発揮し、38-17で勝利。甲子園ボウル3連覇を達成した。甲子園ボウル3年連続優勝は、1988-1990年の日本大学以来であり、関西学院大学、日本大学に次いで3校目の3連覇達成校となった。しかし、ライスボウルでは松下電工インパルス（現パナソニック電工インパルス）に敗れ、3年連続の日本一を逃がす。
2005年、前評判では決して高くなかった立命は、リーグ戦で一戦毎にチームが成長する。初の最終節全勝対決となった関西学院大学戦では、QB池野が負傷退場するものの、控えQB渋井が実力を発揮。守備も同点を狙った2点コンバージョンを阻止し、17-15で勝利した。この結果、立命は、京都大学ですら未達成のリーグ4連覇を達成した。リーグ戦4年連続優勝は、関西学院大学の34年連続優勝(1948-1982)以来の2度目の快挙であり、立命は黄金期を迎えつつある。しかし、4連覇を狙った甲子園ボウルでは法政大学トマホークスに14-17で敗れた。
2006年も第6節までは順調に勝ち上がり、2年連続で関学と最終節に全勝で対決した立命は、終始試合を押し気味に進めるものの、ファンブルを誘ったボールを敵チームにエンドゾーン内でカバーされTDを献上し、さらに自陣深くからのパントのスナップが大きく後ろにそれセイフティーとなる等のミスが響き、2点差関学に及ばずリーグ戦5連覇はならなかった。翌年2007年も同様に関学とのリーグ戦全勝対決になったが28-31で敗れた。
2008年は、古橋ヘッドコーチ自ら「最弱」と評するチーム状態であったが、関西リーグを全勝して3年ぶりの優勝を果たし、甲子園ボウル、ライスボウルも勝ち抜いて3年ぶりの日本一に輝いた。
2009年、古橋ヘッドコーチが退任し、米倉輝コーチがヘッドコーチに昇格して指揮を執る新体制に移行した。
2010年、秋のリーグ戦で、関西学院大学・関西大学と共に3校同率優勝となったが、プレーオフの後、甲子園ボウルの西日本代表としての出場を決定（2年ぶり8度目）。その後、甲子園ボウルにて、東日本代表の早稲田大学を48対21で下し、7度目の優勝を決めた。しかし、2年ぶりの出場となったライスボウルにおいては、社会人代表のオービックシーガルスに0対24で敗れた。

## チーム強化への取組み

### リクルート戦略
立命のリクルート戦略を語る上で欠かすことが出来ないのは、1987年に第1期生が入学したスポーツ推薦による入学制度である。現在では多くの大学が導入している制度であるが、立命はその先鞭をつけた形となった。従来の推薦入試では、当該競技で優秀な選手を選抜し入学させるのが普通であるが、立命では、競技未経験者にも門戸を広げたのが特徴である。この制度を利用して、アメリカンフットボール経験者以外に、高校時代にラグビー、バスケットボール、野球、相撲等の部活動を行っていたアメリカンフットボール未経験者が入学し、（特に野球経験者は甲子園出場経験者も入部するため、高校野球と甲子園ボウルで甲子園の土を踏む選手も少なくない。）大きな成果を挙げている。また、付属校である立命館宇治中学校・高等学校、立命館慶祥高等学校にアメリカンフットボール部が設置され、関学と同様に、付属校からのアメフト経験者の入部が近年増加している。近年の立命の主力選手の多くは大産大附属高出身者である。

### 施設の拡充
びわこ・くさつキャンパスでの練習施設は国内屈指の規模である。元々、天然芝・夜間照明完備のクインススタジアム、専用ロッカー、ウエイトトレーニング施設が充実していたが、他の体育会と共用するものも多かった。しかし、2007年9月に人工芝グラウンドBKCグリーンフィールドとアスリートクラブハウスが完成して専用設備が充実した。BKCグリーンフィールドは、グラウンド１面をアメリカンフットボール部専用として使用できる。（もう一面はラグビー部専用）。アスリートクラブハウスは最新のトレーニング機器を数多くそろえ、酸素カプセル、アイシングルームなども備えている。

### オクラホマ大学との提携
現在、立命はNCAA Division I-A・ビッグ12カンファレンス所属のオクラホマ大学Sooners（w:en:Oklahoma Sooners football）と提携関係にある。2000年に橋詰コーチが1年間留学した（その年オクラホマ大学は全米一に輝いた）のをきっかけに、毎年コーチ陣がオクラホマ大学を訪問し、交流を深めている。近年は春に一部選手が短期留学をするようになっている。

### NFLとの提携
立命館大学はプロスポーツビジネスに関する講義を開講するために、プロフットボール団体であるNFLと協定を結んでいる。2006年には、スポーツ推薦の一部として「NFL選手養成コース」を設置し、立命からNFL選手を輩出するプログラムが開始され、1期生2名が入学した。同コース入学者は1回生時にオクラホマ大学の春季キャンプに、2･3回生時にはNFLEのキャンプに参加することになっている。

### サプライヤー契約
立命館大学パンサーズは、スポーツ用品メーカーアシックスとパートナーシップを結んでいる。同様の契約を結んでいる大学のクラブとしては、早稲田大学ラグビー蹴球部（2002年にアディダスジャパンと提携、2016年からはアシックスに変更）などがある。

### ファンサービス
古橋由一郎ヘッドコーチ就任以降、千葉ロッテマリーンズのファンサービスを見習い、ファンサービスの拡充に力を入れている。
2005年に長居公園球技場で行われた第6節関大戦終了後、選手たちがスタンドに上がり、LBの木下恵一郎が、「関学戦も見に来てください」と言う声を皮切りに立命ファンに、最終節関学戦への招待状（関学戦の会場、開催日、選手コメントなどが封入）を手渡した。2006年の第6節関大戦終了後には、同様に最終節の関学戦に向けての選手コメントを添えたミニチュアヘルメットがファンに配られた。
また、2005年以降、春季にBKCクインススタジアムで行われた交流試合終了後にも、選手とファンの交流イベントが行われている。

## 過去に在籍した選手（ポジション／在籍年度・卒業後の所属）
- 堀口靖（RB/1989-1992・鹿島ディアーズ）
- 近藤祐司（DB/1992-1995・スポーツキャスター）
- 東野稔（QB/1993-1996・アサヒビールシルバースター） 1994年チャック・ミルズ杯（年間最優秀選手）受賞
- 河口正史（LB/1992-1995・アサヒ飲料チャレンジャーズ・追手門学院大学ヘッドコーチ）
- 杉山将人（RB/1995-1998・マイカルベアーズ－アサヒ飲料チャレンジャーズ） 1998年チャック・ミルズ杯受賞
- 礒谷幸始（RB/1999-2002・IBM Big Blue）立命館初のRice Bowl優勝主将
- 椙田圭輔（QB/1999-2002・アサヒ飲料チャレンジャーズ） 2002年甲子園ボウルＭＶＰ
- 八木康太（LB/2000-2003・イワタニサイドワインダーズ） 2003年ポール・ラッシュ杯（日本選手権ＭＶＰ）受賞
- 高田鉄男（QB/2000-2003・松下電工インパルス） 2002・03年チャック・ミルズ杯　2004年ポール・ラッシュ杯受賞
- 木下典明（WR/2001-2004・アムステルダム・アドミラルズ） 2004年チャック・ミルズ杯受賞
- 長谷川昌泳（WR/2001-2004・パナソニック電工インパルス）

## 獲得タイトル
- 関西学生リーグDIV.1　優勝12回(1994・1996・1998・2002-2005・2008・2010・2015・2017・2019)
- 甲子園ボウル
  - 東西大学王座決定戦　出場7回(1994・1998・2002-2005・2008)・優勝6回

1994年 立命館大学　24-22　法政大学
1998年 立命館大学　25-17　法政大学
2002年 立命館大学　51-14　早稲田大学
2003年 立命館大学　61-06　法政大学
2004年 立命館大学　38-17　法政大学
2005年 立命館大学　14-17　法政大学
2008年 立命館大学　19-08　法政大学
- 甲子園ボウル
  - 全日本大学アメリカンフットボール選手権大会・決勝戦：出場2回(2010・2015)・優勝2回

2010年 立命館大学　48-21　早稲田大学
2015年 立命館大学　28-27　早稲田大学
- 日本選手権・ライスボウル　出場7回(1994・1998・2002-2004・2008・2010・2015)・優勝3回

1994年度 立命館大学　14-16　松下電工インパルス
1998年度 立命館大学　16-30　リクルートシーガルズ
2002年度 立命館大学　36-13　シーガルズ
2003年度 立命館大学　28-16　オンワードスカイラークス
2004年度 立命館大学　07-26　松下電工インパルス
2008年度 立命館大学　17-13　パナソニック電工インパルス
2010年度 立命館大学　00-24　オービックシーガルズ
2015年度 立命館大学　19-22　パナソニック インパルス
- 西日本学生王座決定戦・ウエスタンボウル　出場2回(1999・2001)・優勝2回

1999年 立命館大学　078-00　九州大学　
2001年 立命館大学　105-00　久留米大学

## 定期戦・交流戦

### 定期戦
- 対東海大学(1983年開始) 　通算成績　立命館15勝　東海11勝

### 交流戦
- 長浜ひょうたんボウル…毎年ホストチームとして出場
- ヨコハマボウル…出場9回。通算成績は4勝5敗。

```
1992年 立命館大学 17-21 東海大学（定期戦）
1993年 立命館大学 16-14 
法政大学

1995年 立命館大学 21-30 
日本大学

1996年 立命館大学 10-27 法政大学
1998年 立命館大学 13-27 法政大学
1999年 立命館大学 31-21 日本大学
2003年 立命館大学 77-28 
早稲田大学

2004年 立命館大学 25-22 
アサヒビールシルバースター

2005年 立命館大学 14-33 アサヒビールシルバースター
```

- 平成ボウル…出場6回。通算成績は1勝5敗。

```
1995年 立命館大学／
南カリフォルニア大学
 0-5 
京都大学
／
コロラド大学

1996年 立命館大学／
スタンフォード大学
 6-45 京都大学／
陸軍士官学校

1997年 立命館大学／スタンフォード大学 13-14 京都大学／
カリフォルニア大学

1998年 立命館大学／
ミシガン大学
 13-0 
関西学院大学
／
ワシントン大学

1999年 立命館大学／
ノートルダム大学
 10-13 京都大学／陸軍士官学校
2000年 立命館大学／
アリゾナ大学
 0-38 関西学院大学／スタンフォード大学
```